# Leptospermum scoparium
Leptospermum scoparium (J.R.Forst. & G.Forst., 1776), comunemente nota come manuka, è una pianta appartenente alla famiglia delle Mirtacee, originaria della Nuova Zelanda e dell'Australia.

## Descrizione
Con un'altezza di 2-5 m, si sviluppa rapidamente e di solito è tra le prime specie vegetali a colonizzare un'area deforestata.

## Distribuzione e habitat
L. scoparium è una specie presente in Australia, negli stati federati di Nuovo Galles del Sud, Victoria e Tasmania, in entrambe le isole maggiori della Nuova Zelanda e nell'arcipelago delle isole Chatham. Risulta inoltre introdotta in Regno Unito e nell'arcipelago delle Hawaii.

## Apicoltura
La manuka è molto coltivata recentemente perché consente una buona produzione di miele, inoltre alcuni studi hanno trovato delle proprietà particolari in questo miele.
Il miele di manuka sembra possedere alcune proprietà antibatteriche.